# Вандергрифт (Пенсилванија)
Вандергрифт (енгл. Vandergrift) град је у америчкој савезној држави Пенсилванија.

## Демографија
По попису из 2010. године број становника је 5.205, што је 250 (-4,6%) становника мање него 2000. године.
| Група             | 2000.         | 2010.         |
| Белци             | 5.140 (94,2%) | 4.750 (91,3%) |
| Афроамериканци    | 188 (3,4%)    | 250 (4,8%)    |
| Азијати           | 13 (0,2%)     | 18 (0,3%)     |
| Хиспаноамериканци | 20 (0,4%)     | 45 (0,9%)     |
| Укупно            | 5.455         | 5.205         |